# Králova Lhota (district de Rychnov nad Kněžnou)
Pour les articles homonymes, voir Králova Lhota.
Králova Lhota (en allemand : Königshufen) est une commune du district de Rychnov nad Kněžnou, dans la région de Hradec Králové, en Tchéquie. Sa population s'élevait à 245 habitants en 2022.

## Géographie
Králova Lhota se trouve à 9 km au sud-est de Jaroměř, à 25 km au nord-ouest de Rychnov nad Kněžnou, à 16 km au nord-est de Hradec Králové et à 114 km à l'est-nord-est de Prague.

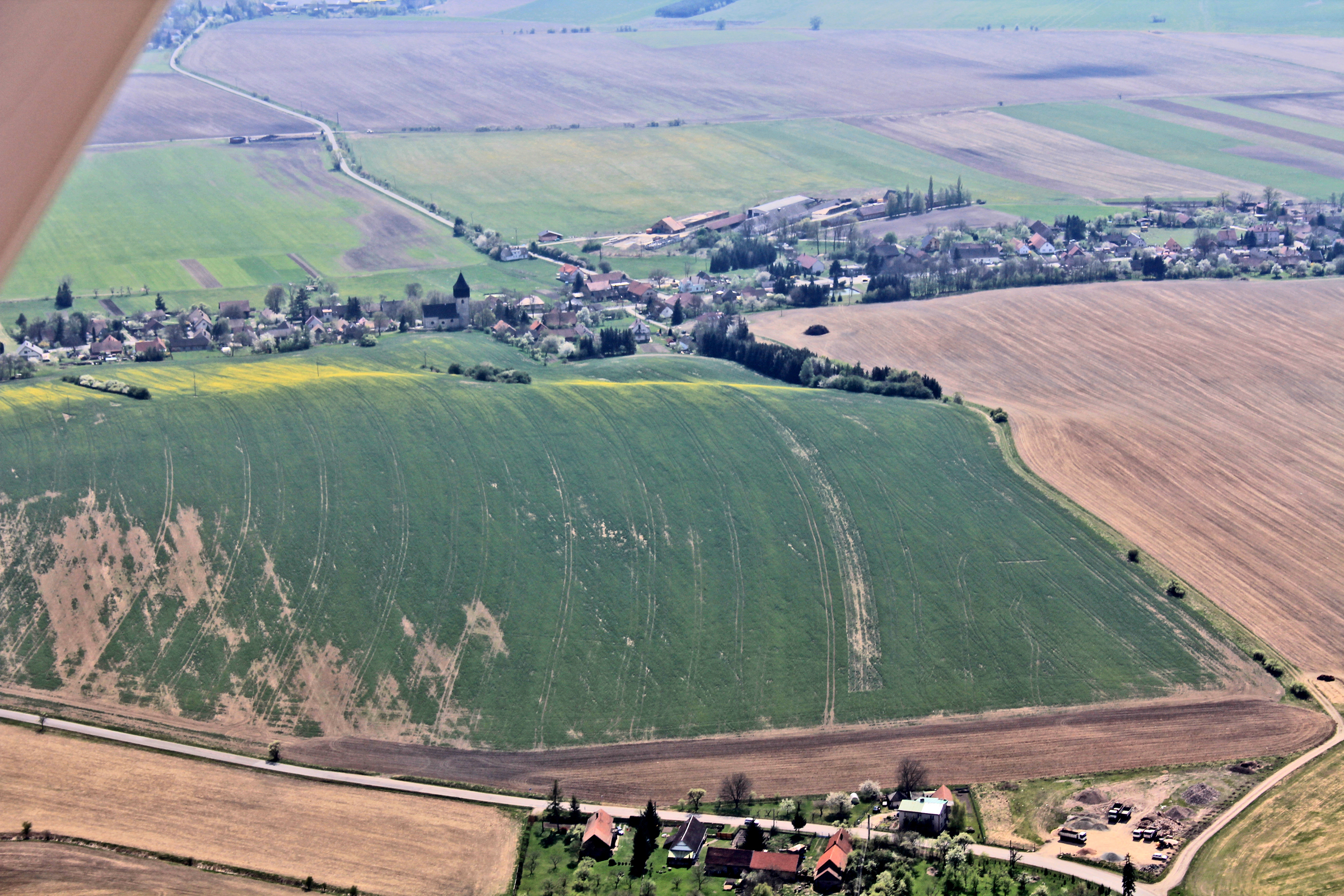
Králova Lhota : vue aérienne.

La commune est limitée par Jasenná au nord, par České Meziříčí à l'est et au sud, par Výrava au sud et par Libřice à l'ouest.

## Histoire
La première mention écrite de la localité date de 1356.

## Galerie

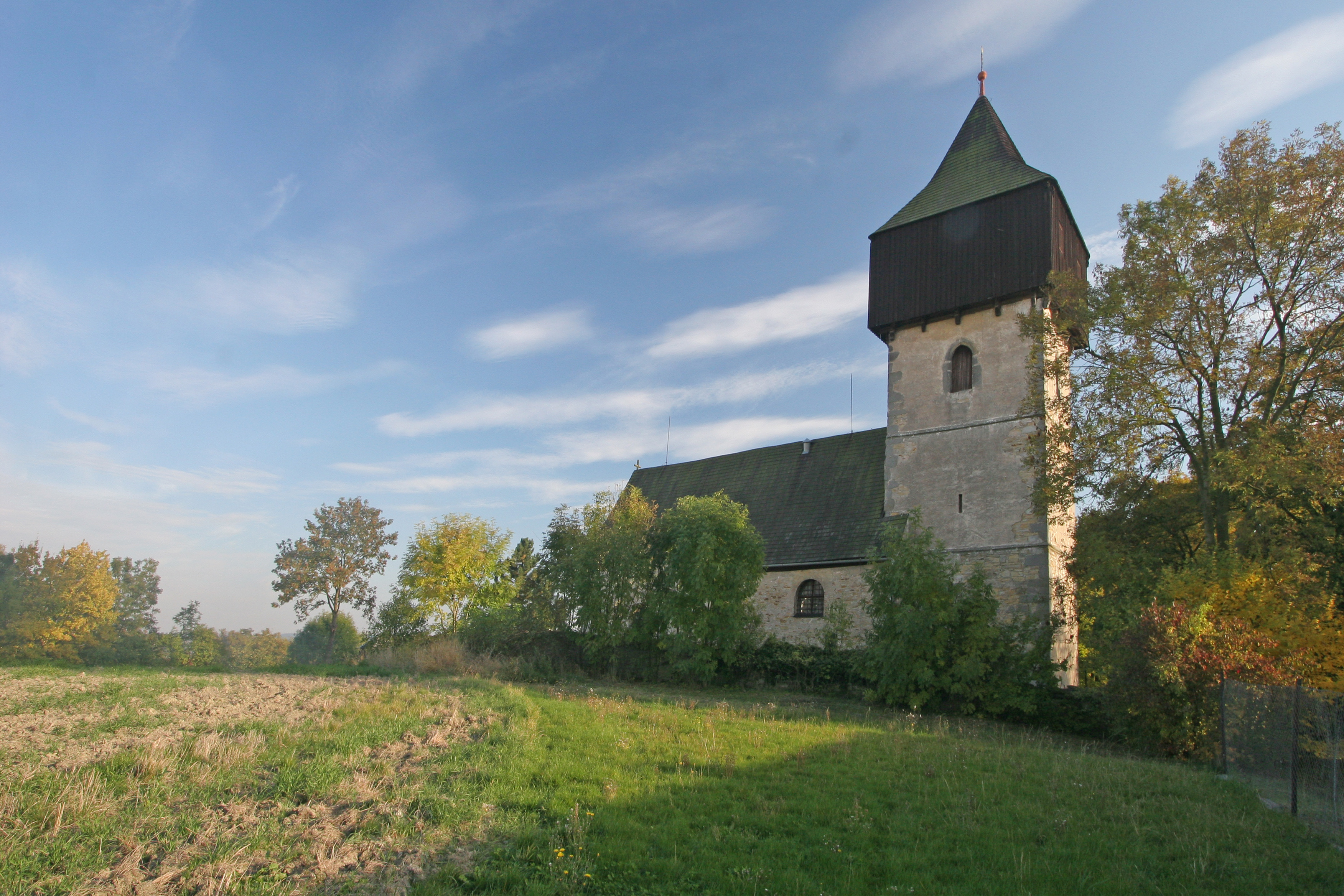
Église Saint-Sigismond.
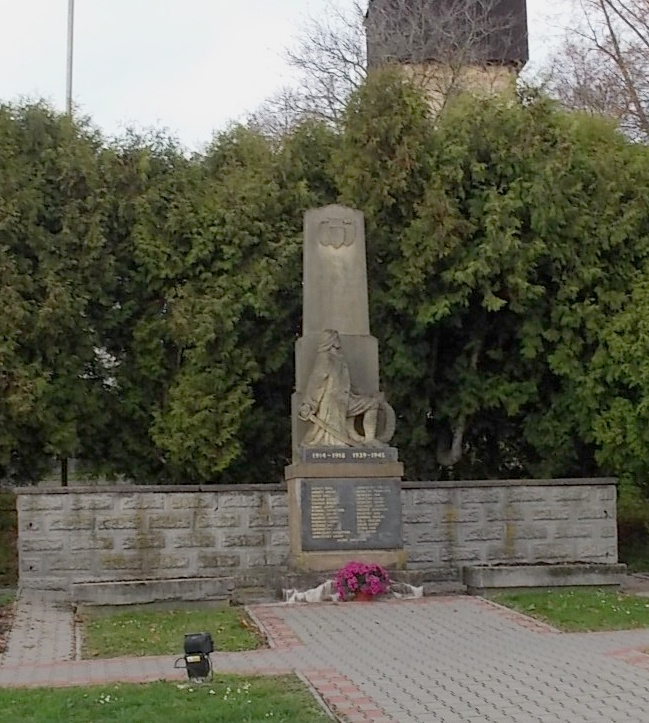
Monument aux morts.

## Transports
Par la route, Javornice se trouve à 3,5 km de České Meziříčí, à 30 km de Rychnov nad Kněžnou, à 17 km de Hradec Králové et à 137 km de Prague.